# 格斯廷呂嫩貝格山

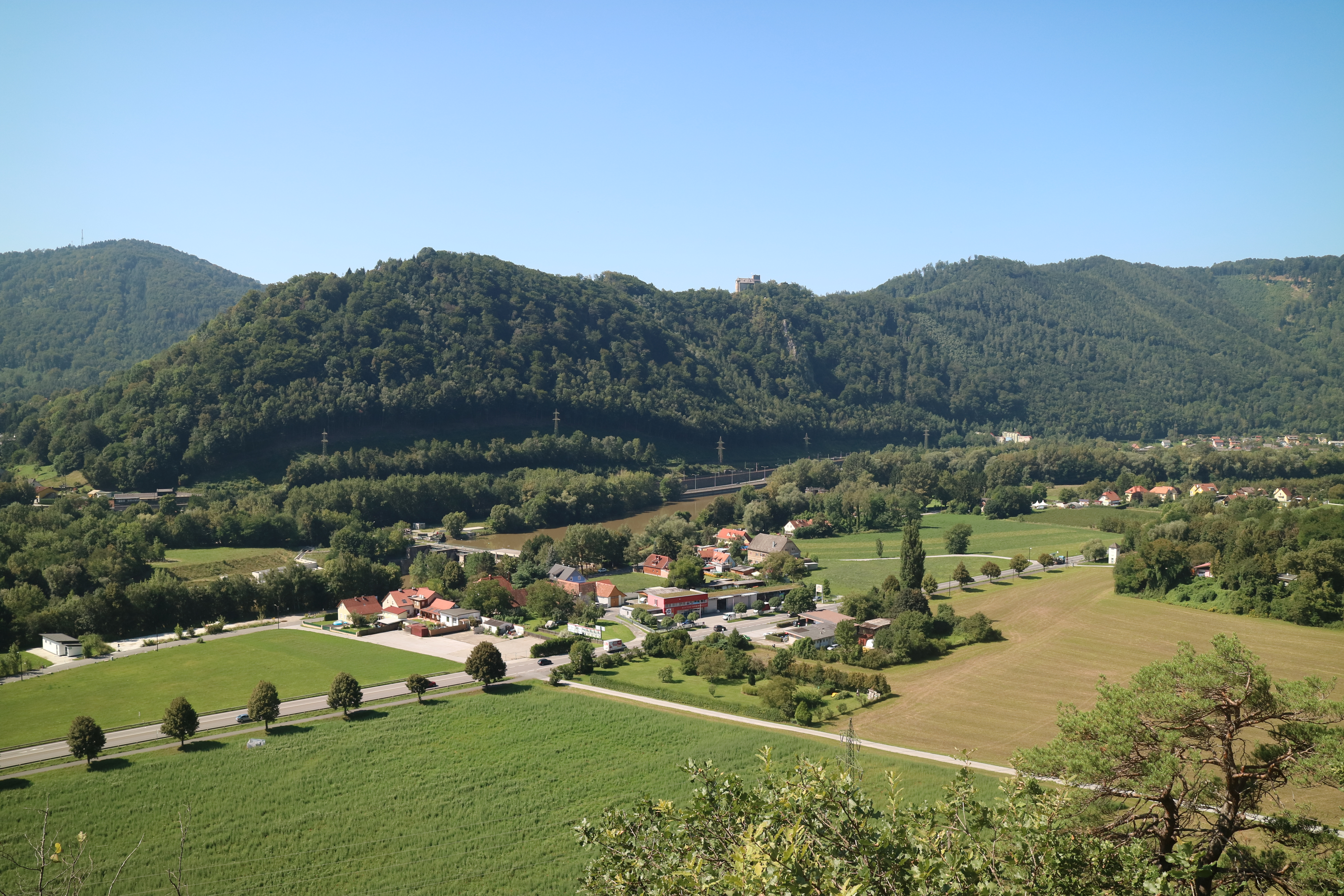

47°06′14″N 15°22′51″E / 47.103847°N 15.380792°E
格斯廷呂嫩貝格山（德語：Göstinger Ruinenberg），古称安娜山，是一座奧地利的山峰，位於該國東南部，格拉茨北部，由施泰爾馬克州負責管轄，屬於格拉茨高地的一部分，海拔高度574米，山體由石灰岩和白雲岩組成。山上有一废墟。

## 位置和地貌
格斯廷呂嫩貝格山是一道东西走向的山脊，穆爾河在它的山脚下转向离开阿尔卑斯山脉，流入格拉茨平原，格斯廷呂嫩貝格山是这个平原的西北角。格斯廷位于它的山脚下，今天这个居民点是格拉茨的一个市区。格斯廷呂嫩貝格山与普拉布奇山隔塔尔谷北南相望。
在历史上格斯廷呂嫩貝格山一直拥有重要战略意义，因此从11世纪开始山上就建造了一座城堡。城堡废墟边是1833年建造的小教堂。
直到今天格斯廷呂嫩貝格山的山嘴依然是一条交通要道，被称为处女跳山处的山陡峭的北侧今天是奥地利A9高速公路入山隧道的北口。

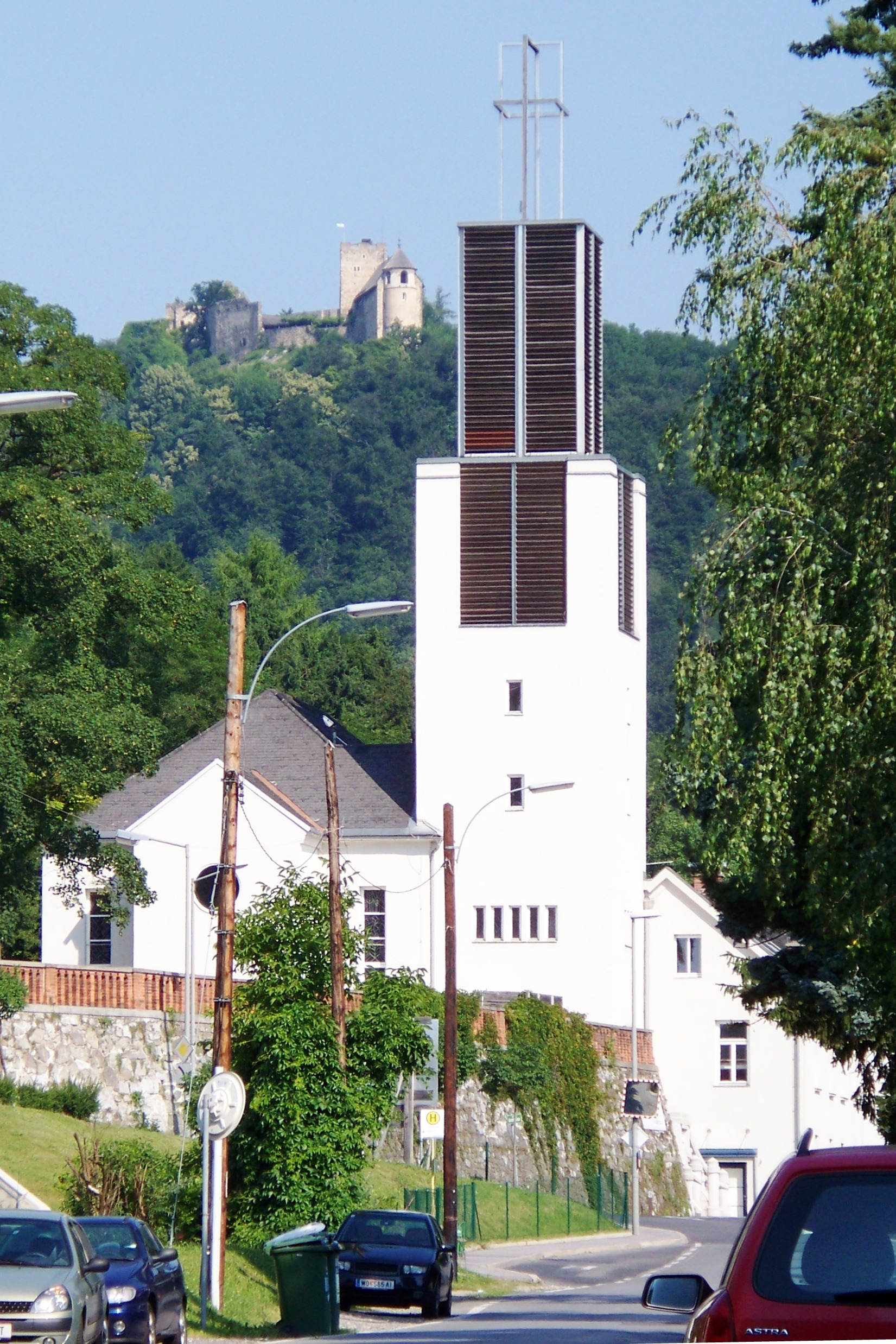
从格斯廷的圣安娜教堂看格斯廷呂嫩貝格山上的城堡废墟
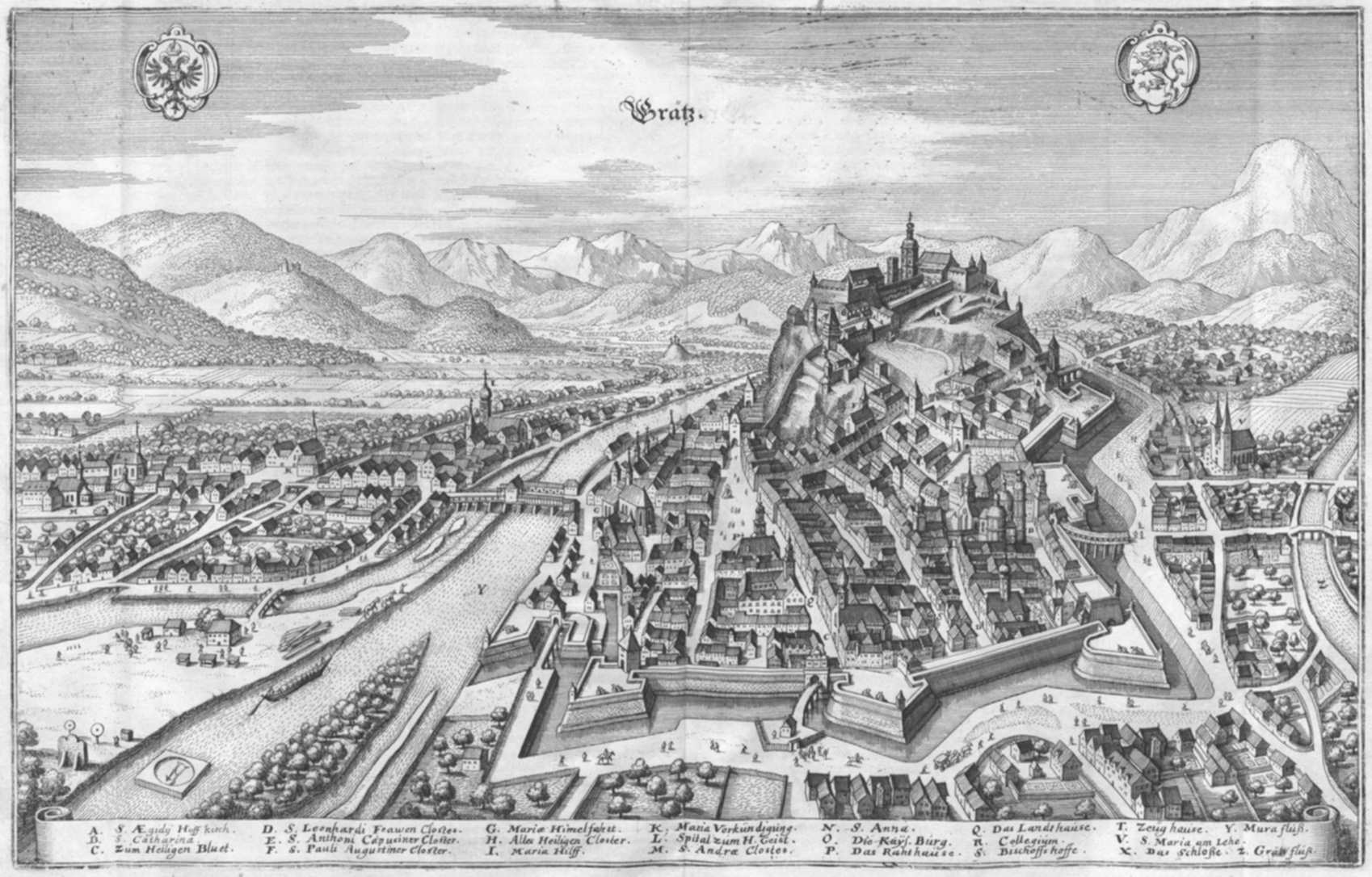
1679年梅里安·采勒发表的《日耳曼地形》中格拉茨的图
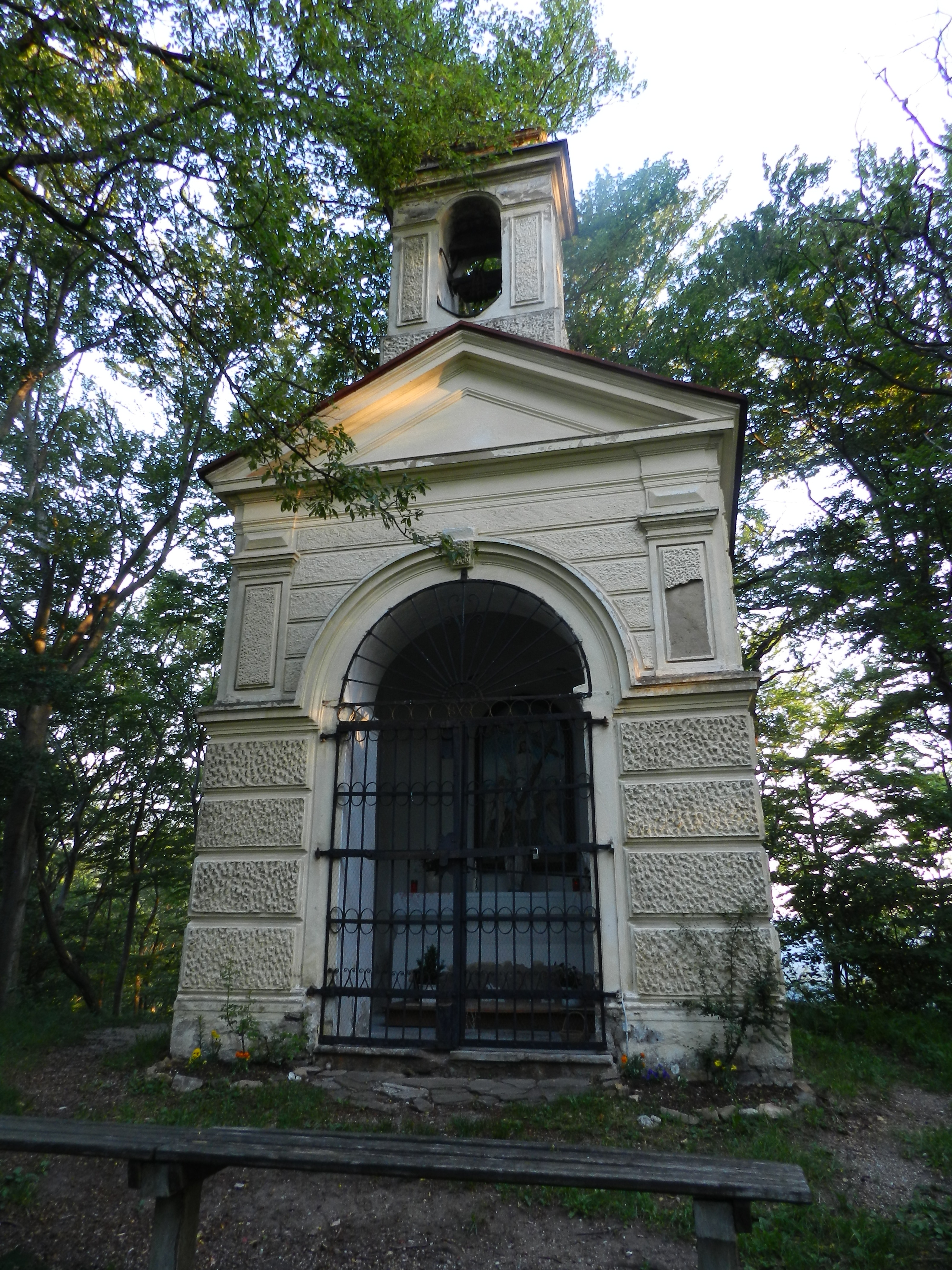
霍乱小教堂
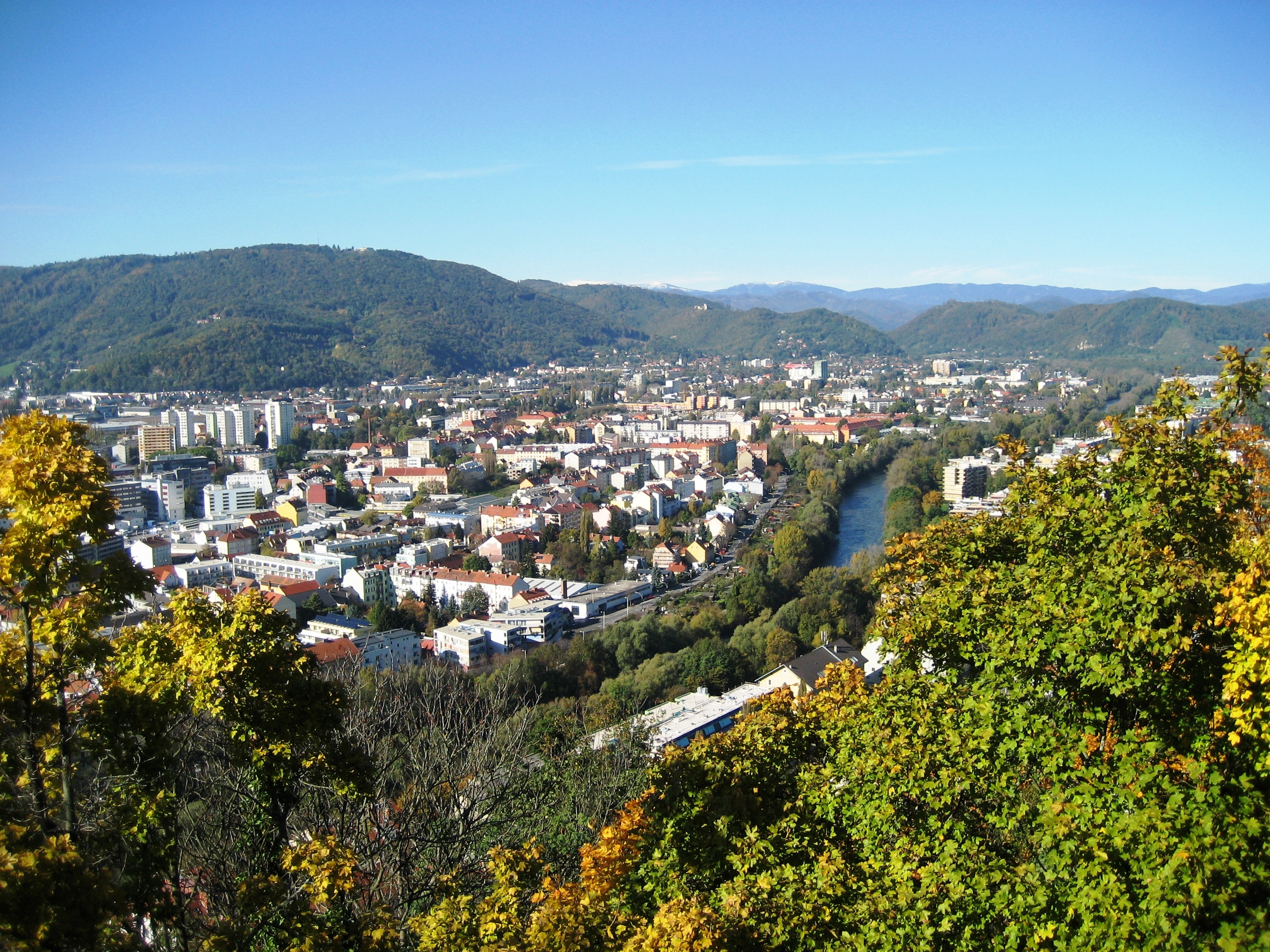
从格拉茨城堡山向北望，图中央是格斯廷呂嫩貝格山

## 开发
从格斯廷有一徒步路线可以登山到废墟，然后经过处女跳山处去往格拉茨。